# Zeńbok
Zeńbok – wieś sołecka  w Polsce położona w województwie mazowieckim, w powiecie ciechanowskim, w gminie Regimin.

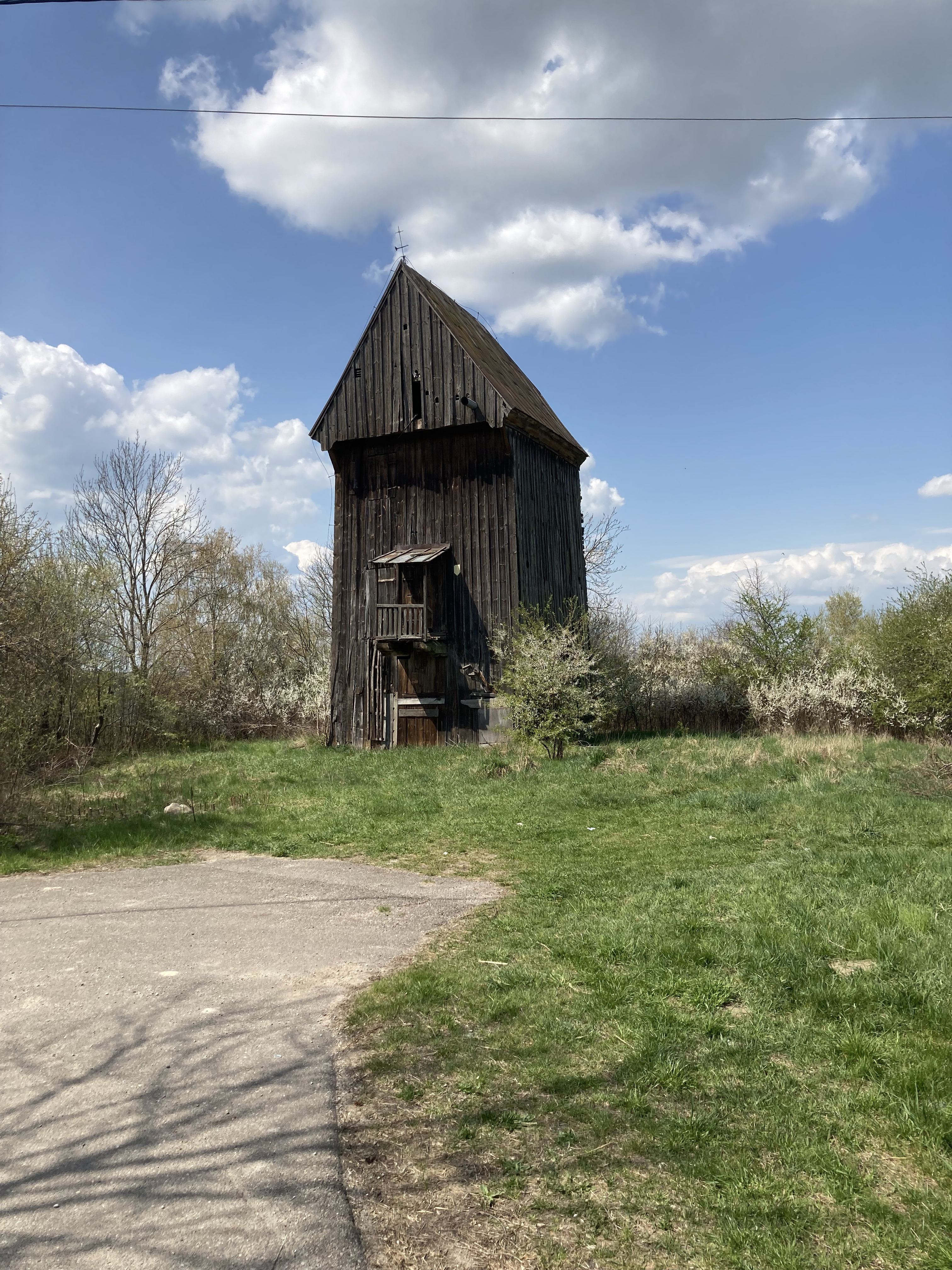
Wiatrak w Zeńboku

Wieś szlachecka położona była w drugiej połowie XVI wieku w powiecie ciechanowskim ziemi ciechanowskiej. W latach 1975–1998 miejscowość administracyjnie należała do województwa ciechanowskiego.
We wsi znajduje się parafia pw. św. Bartłomieja.